# Gobiesocide
Gobiesocidele (Gobiesocidae), numiți și pești ventuză, este o familie de pești osoși acantopterigienii și reprezintă unica familie a subordinului Gobiesocoidei. Sunt pești de talie mică sau mijlocie (1,67-30 cm fără înotătoarea caudală). Partea anterioară a corpului turtită dorsoventral. Solzii lipsesc. Tegumentul protejat de mucus abundent. În regiunea toracică o ventuză (disc adeziv) ventrală puternică, alcătuită din înotătoarele abdominale. Ventuza ventrală le permite să adere la substratul fundului mării (pe pietre și pe plante) și să reziste acțiunii valurilor în apele marine puțin adânci din apropierea țărmului continental. Discul adeziv este susținut de un schelet osos și poate fi dublu sau simplu. Se cunosc până în prezent 47 de genuri cu 161 de specii răspândite pe glob în apele temperate și tropicale ale Oceanului Indo-Pacific. Forme fosile nu se cunosc. Majoritatea sunt pești marini, neritici, adeseori cantonați în zona litorală, unde forma turtită a corpului și aparatul adeziv puternic îi ajută să reziste acțiunii valurilor. Pe litoralul românesc al Mării Negre trăiesc 4 specii (Apletodon bacescui, Diplecogaster bimaculata, Lepadogaster candolii, Lepadogaster lepadogaster)